# Elske Rotteveel
Elske Rotteveel (Amsterdam, 11 mei 1991) is een Nederlands actrice. Ze maakte in 2004 haar debuut in de dramafilm BlueBird. Ze zat toen op het gymnasium (Spinoza Lyceum), deed in 2009 eindexamen en volgde later lessen aan de Amsterdamse Jeugdtheaterschool. Voor haar rol in de televisiefilm De Fuik (2008) werd ze genomineerd voor een Beeld en Geluid Award.

## Filmografie
- BlueBird (2004) - protagonist: Merel de Leeuw
- Het mysterie van de sardine (2005) - Emma
- Storm (2005) - hoofdrol: Mariska
- Keyzer & De Boer Advocaten (2006, televisieserie) - Angela Hammersma
- De Fuik (2008) - Simone
- Terugweg (2008, korte film) - Evy
- SpangaS (2008-2009, televisieserie) - gastrol: Colet
- Hemel (2012) - Annabelle